# Away in a Manger
Away in a manger (englisch; sinngemäß übersetzt: ‚fernab in einer Futterkrippe‘) ist ein englischsprachiges Weihnachtslied.

## Entwicklung

Away in a Manger mit der Melodie von William James Kirkpatrick

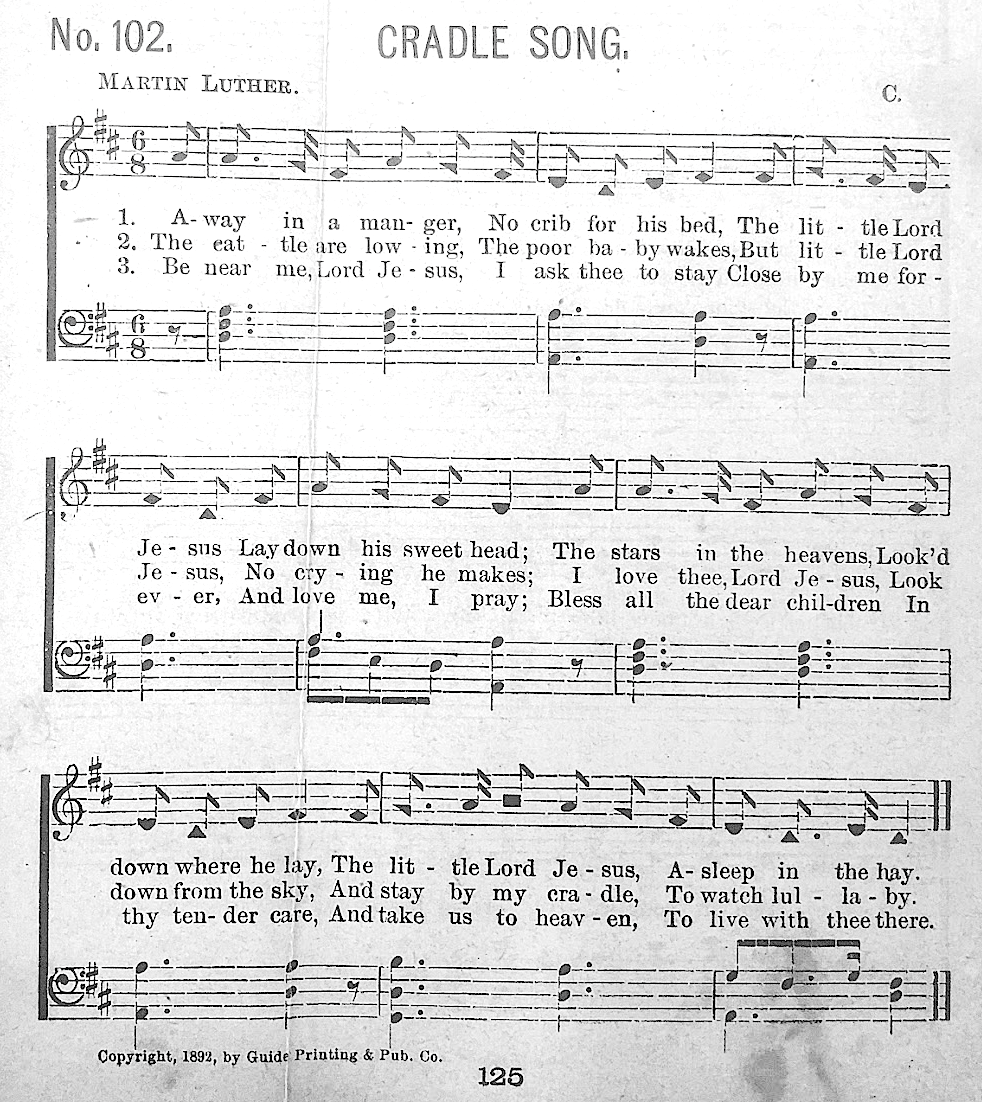
Cradle Song aus Charles H. Gabriels Vineyard Songs (1892)

Der Text bestand ursprünglich nur aus den ersten beiden Strophen, deren Autorschaft unbekannt ist, und wurde erstmals 1885 in einem lutherischen Sonntagsschule-Buch veröffentlicht. Das Lied wird zu zwei unterschiedlichen Melodien gesungen: Die ältere, aus dem Jahr 1887, trägt die Bezeichnung „Mueller“ und stammt von James Ramsey Murray (1841–1905). Diese Version ist eher in den Vereinigten Staaten – und dort vornehmlich unter Lutheranern und anderen evangelischen Konfessionen – bekannt. Eine alternative Melodie namens Cradle Song komponierte William James Kirkpatrick 1895. Diese ist eher in England verbreitet, aber auch im Gesangbuch der aus England stammenden Episcopal Church in den USA enthalten. Diese Version wird auch in einem Weihnachtssketch Mr. Beans von Kindern vorgetragen, die an seiner Tür in England klingeln.

## Liedtext
Away in a manger, no crib for a bed,
The little Lord Jesus laid down His sweet head.
The stars in the bright sky looked down where He lay,
The little Lord Jesus, asleep on the hay.
The cattle are lowing, the Baby awakes,
But little Lord Jesus, no crying He makes;
I love Thee, Lord Jesus, look down from the sky
And stay by my side until morning is nigh.
Be near me, Lord Jesus, I ask Thee to stay
Close by me forever, and love me, I pray;
Bless all the dear children in Thy tender care,
And fit us for Heaven to live with Thee there.

## Deutschsprachige Versionen
Es sind zwei deutschsprachige Textversionen unter dem Titel Im Stall an der Krippe bekannt. Hartmut Handt wird ein Text zugeschrieben, der mit „Im Stall an der Krippe bei Esel und Rind...“ beginnt und hier nach Kirkpatrick vertont ist.
„Im Stall an der Krippe eine Wiege auf Streu...“ wurde von Gerhard Fleischer geschrieben.
Wie die Darstellung von Fleischer zeigt, können – vergleichbar zum Original – beide Melodien für beide Texte verwendet werden.

## Kuriosum
In einigen Druckausgaben des Liedes wird alternativ sowohl der englische als auch der verwendete deutsche Text Martin Luther zugeschrieben.